# Marco Perella
Marco Perella (Houston, 18 maggio 1949) è un attore statunitense.

## Biografia
Marco Perella è nato a Houston, in Texas, figlio di Anthony Paul Perella e Edna Lee Drake. Ha studiato alla Stanford University, nel nord della California, abbandonando però i suoi studi all' ultimo anno. Ha poi lavorato come operaio edile, pompiere e musicista, prima di fare un provino per un ruolo in West Side Story.
Nel 1984 ha sposato l'attrice Diane Perella in Texas e hanno avuto due figli.
A metà degli anni Ottanta Perella inizia a lavorare nel cinema e in televisione. Il suo debutto è stato in Fandango (1985) con Kevin Costner, ma le sue scene sono state tagliate prima dell'uscita nelle sale. In seguito ha ricoperto il ruolo di tassista in D.O.A. (1988) con Dennis Quaid e Meg Ryan. Altri ruoli includono un sergente di polizia nel film per la TV Knight Rider 2000 (1991) con David Hasselhoff, come l'interrogatore di Mercer in JFK di Oliver Stone (1991) con Kevin Costner, come un ufficiale di blocco stradale in Un mondo perfetto (1993) con Kevin Costner, Clint Eastwood e Laura Dern, e come padre anglo in Lone Star (1996) con Matthew McConaughey e Kris Kristofferson.
Perella ha avuto un ruolo ricorrente, come Cobalt, in Walker Texas Ranger (1993-1999) con Chuck Norris ma è apparso anche in un altro episodio della serie intitolato "No Way Out" come Zeke, un mercenario che lavora per Caleb Hooks Michael Parks. Ha anche lavorato con il regista Richard Linklater diverse volte, interpretando i ruoli di Tom Watson in Fast Food Nation (2006) con Greg Kinnear, Bruce Willis e Catalina Sandino Moreno, come Paperino in A Scanner Darkly (2006) con Keanu Reeves e Winona Ryder e Robert Downey Jr., e nei panni del professor Bill Welbrock, il secondo marito alcolizzato violento, in Boyhood (2014) con Ellar Coltrane, Patricia Arquette ed Ethan Hawke.

## Filmografia parziale

### Cinema
- D.O.A. - Cadavere in arrivo (D.O.A.), regia di Annabel Jankel e Rocky Morton (1988)
- JFK - Un caso ancora aperto (JFK), regia di Oliver Stone (1991)
- Un mondo perfetto (A Perfect World), regia di Clint Eastwood(1993)
- Fast Food (Home Fries), regia di Dean Parisot (1998)
- The Life of David Gale, regia di Alan Parker (2003)
- Sin City, regia di Robert Rodriguez, Frank Miller, Quentin Tarantino (2005)
- Fast Food Nation, regia di Richard Linklater (2006)
- A Scanner Darkly - Un oscuro scrutare (A Scanner Darkly), regia di Richard Linklater (2006)
- Boyhood, regia di Richard Linklater (2014)

### Televisione
- Supercar 2000 - Indagine ad alta velocità (Knight Rider 2000), regia di Alan J. Levi - film TV (1991)
- Walker Texas Ranger (Walker, Texas Ranger) - serie televisiva (1993–1999)
- Due madri per Zachary (Two Mothers for Zachary), regia di Peter Werner - film TV (1996)
- Dallas - serie televisiva (2013)
- The Leftovers - Svaniti nel nulla (The Leftovers) - serie televisiva (2015)
- American Crime - serie televisiva (2016)

## Doppiatori italiani
Nelle versioni in italiano delle opere in cui ha recitato, Marco Perella è stato doppiato da:
- Teo Bellia in The Life of David Gale
- Roberto Chevalier in Boyhood
- Antonio Angrisano in Regina del sud